# ألفا ميردال
ألفا ميردال (بالسويدية: Alva Myrdal) (31 يناير 1902 – 1 فبراير 1986) كانت عالمة اجتماع، دبلوماسية وسياسية سويدية. كانت قائدة بارزة في حركة نزع السلاح. وحصلت مع ألفونسو غارثيا روبليس على جائزة نوبل للسلام عام 1982. وتزوجت من غونار ميردال عام 1924.

## السيرة الذاتية

### النشأة والدراسات
وُلدت ألفا ميردال في مدينة أوبسالا ونشأت كالطفلة الأولى لعائلة بسيطة. كان والداها ألبرت ريمير (1876-1977) ولوا جوسسون (1877-1943). كان لها أربعة أشقاء: روث (1904-1980)، فولكيه (1906-1977)، ماي (1909-1941) وستيغ (1912-1977). كان والدها اشتراكيًا وليبراليًا معاصرًا. انتقلت العائلة لأماكن مختلفة خلال طفولتها. فعلى سبيل المثال، كانوا مقيمين في إيسكيلستونا، فيرفيلد وستوكهولم. شملت دراساتها الأكاديمية علم النفس وعلم اجتماع العائلة. وحصلت على شهادة البكالوريوس في العلوم من ستوكهولم عام 1924.
سنحت الفرصة عام 1929 لميردال وزوجها غونار ميردال للسفر إلى الولايات المتحدة كزملاء روكفيلر. وتعمقت ميردال أكثر في دراساتها في حقول علم النفس، التعليم وعلم الاجتماع خلال وجودها في الولايات المتحدة. أدت رؤية ميردال للتفاوتات الاجتماعية والاقتصادية الكبيرة في الولايات المتحدة لالتزام سياسي متزايد – كان المصطلح ال1ي استخدمته هي وزوجها لوصف نظرتهم السياسية المشتركة هو »راديكالي«.
انتقلوا بعدها إلى جنيف لإكمال دراساتهم، حيث بدأوا بذلك عن طريق دراسة الانخفاض السكاني الذي أقلق العديد من الأوروبيين خلال فترة ما بين الحربين.

### سياسة العائلة ومشكلة السكان
لاقت ميردال اهتمامًا جماهيريًا لأول مرة في ثلاثينيات القرن التاسع عشر، وكانت إحدى القوى الدافعة الرئيسية في إنشاء دولة رفاهية سويدية. شاركت في تأليف كتاب سؤال في أزمة السكان (بالسويدية: Kris i befolkningsfrågan) مع غونار ميردال عام 1934. الفرضية الأساسية لكتاب سؤال في أزمة السكان هي إيجاد الإصلاحات الاجتماعية اللازمة للسماح بالحرية الفردية (خصوصًا للنساء) مع الترويج أيضًا لحمل الأطفال، وتشجيع السويديين على إنجاب الأطفال. وفصَّل الكتاب أهمية المسؤولية المشتركة لتعليم الأطفال بين كل من الآباء وكذلك المجتمع بواسطة معلِّمي أطفال مُدرّبين.
كانت ميردال ناقدةً بشدة للتطويرات في تشغيل الحضانات للأطفال في السويد. ونشرت كتابها بعنوان الأطفال المُتحضرون (1935) كنتيجة لذلك. وقدمت فيه أفكارها لنظام حضانات سويدي مُحَّسن بشكل جديد. وناقشت أن رعاية الأطفال المعاصرة معيبة. فقد كان النظام مُستقطبًا بين نقيضين – إجراءات «مساعدة الفقراء« للأقل ثراءً مقارنةً بتلك الإجراءات التي تجهَّز الأطفال من العوائل الأكثر ثراءً للمدارس الخاصة. وأكدت على وجود عواقب مادية في طريق الوصول للتعليم الجيد. ولهذا، من الضروري إجراء الإصلاحات الاجتماعية والاقتصادية. أرادات ميردال جمع ودمج النقيضين الاثنين.
أصبحت بعد سنة قادرة على الانتقال من النظرية إلى التطبيق. أصبحت ميردال مدير الندوة التربوية الوطنية التي شاركت في تأسيسها عام 1936. وعملت هناك بنفسها كمعلمة عن طريق تدريب معلمي الحضانات. وأكدت ميردال على شحة البحوث التعليمية مؤخرًا في مجال تدريب معلمي الحضانات. حاولت في تعليمها دمج الاكتشافات الجديدة في علم نفس الأطفال في التعليم. وأكدت على الدراسات الاجتماعية أيضًا، وكذلك التطوير الشخصي للنساء.
صممت ميردال دار ستوكهولم التعاوني الجماعي مع المهندس المعماري سفين ماركيليوس عام 1937، مع أمل في تنمية حرية محلية أكثر للنساء.
انتقل ألفا وغونار ميردال عام 1938 إلى الولايات المتحدة. ونشرت ميردال في الولايات المتحدة كتاب الأمة والعائلة (1941) بخصوص وحدة العائلة السويدية وسياسة السكان. وعاشت أيضًا بصورة دورية في السويد خلال الحرب العالمية الثانية.

### ما بعد الحرب العالمية الثانية – بداية النجاح في حياتها المهنية
أصبحت في أواخر الأربعينيات من القرن التاسع عشر معنية بالقضايا الدولية مع الولايات المتحدة مع كونها عضوًا بارزًا في الحزب الديمقراطي الاشتراكي السويدي، وعُينت لتترأس فرع سياسة الرفاه فيه عام 1949. وكانت رئيسة قسم العلوم الاجتماعية في اليونسكو بين عامي 1950 و1955 – كأول امرأة تشغل مناصب بارزة كهذه في الأمم المتحدة. وعملت بين عامي 1955 و1956 كمبعوثة سويدية إلى نيو دلهي في الهند، يانغون، بورما (ميانمار) وكولومبو، لسلان (سريلانكا).
انتُخبت ميردال عام 1962 للبرلمان السويدي، وأُرسلت عام 1962 كمبعوثة للسويد إلى مؤتمر الأمم المتحدة لنزع السلاح في جنيف، وبقيت في هذا المنصب حتى 1973. ولعبت دورًا فعالًا للغاية في المفاوضات في جنيف، ظاهرة كقائدة مجموعة دول حركة عدم الانحياز التي سعت للضغط على قوتين عظميين لإظهار اهتمام أكثر بإجراءات نزع سلاح واقعية. وجدت خبراتها من السنتين اللتين قضتهما في جنيف منفذًا في كتابها «لعبة نزع السلاح«، التي عبرَّت عن خيبة أملها بسبب ممانعة الولايات المتحدة والاتحاد السوفييتي لنزع السلاح.
شاركت ميردال بإنشاء معهد ستوكهولم الدولي لأبحاث السلام، وأصبحت أول رئيس لمجلس الإدارة عام 1966. كما عُينت كوزيرة استشارية لمجلس الوزراء لنزع السلاح، وبقيت في هذا المكتب حتى عام 1973. وكتبت ميردال أيضًا الكتاب المشهود لعبة نزع السلاح الذي نُشر عام 1976. حصلت ميردال على جائزة نوبل للسلام كمؤيدة صوتية لنزع السلاح مع ألفونسو غارثيا روبليس عام 1982. وأنهت ميردال الجدل الساخن حول مستقبل مدرسة أدولف فريدريك للموسيقى، «صراع إيه إف«، (بالسويدية: AF-striden).
روجت ميردال لإصلاحات في رعاية الأطفال وترأست لاحقًا لجنة حكومية لإعمال النساء وأصبحت رئيس اتحاد سيدات الأعمال والمهنيات.
هي والدة كل من جان ميردال، سيسيلا بوك وكاج فولستر.
توفيت في اليوم الذي تلا عيد ميلادها الرابع والثمانين.

## وصلات داخلية
- قائمة السيدات الحاصلات على جائزة نوبل

## روابط خارجية
- ألفا ميردال على موقع الموسوعة البريطانية (الإنجليزية)
- ألفا ميردال على موقع مونزينجر (الألمانية)
- ألفا ميردال على موقع إن إن دي بي (الإنجليزية)
- ألفا ميردال على موقع ديسكوغز (الإنجليزية)